# Renown (Schiff, 1857)
Die Renown war ein 91-Kanonen-Linienschiff zweiten Ranges der Revenge-Klasse der britischen Marine, das ab 1870 in der Marine des Norddeutschen Bundes und dann in der Kaiserlichen Marine als Artillerieschulschiff diente.

## Dienst in der Royal Navy
Das Schiff lief am 28. März 1857 auf den Chatham Dockyards vom Stapel. Es war ein Zweidecker von 75 m Länge, 17 m Breite, 6,3 m Tiefgang und etwa 5.500 ts Wasserverdrängung. Das Schiff war aus Eichenholz in Kraweel-Bauweise gebaut und als Drei-Mast-Vollschiff getakelt. Die Segelfläche betrug 4.500 Quadratmeter. Das Schiff hatte zusätzlich eine Expansions-Dampfmaschine und Schraubenantrieb und konnte damit eine Höchstgeschwindigkeit von 10 Knoten erreichen. Die Geschütze stammten aus dem Royal Arsenal in Woolwich. Die Besatzung bestand aus 42 Offizieren und 477 Mann.
Das Schiff wurde am 21. November 1857 in Sheerness unter dem Befehl von Captain Arthur Forbes in Dienst gestellt. Es diente ab dem 24. Juni 1858 zunächst in der neu gebildeten Channel Squadron (Ärmelkanal-Geschwader) des Konteradmirals Charles Fremantle und ab Mai 1859 unter Vizeadmiral Arthur Fanshawe mit der Mittelmeerflotte in Malta. Dabei war die Renown vom 7. bis 10. August 1858 Fremantles Flaggschiff. Am 25. September 1861 wurde das Schiff in Plymouth außer Dienst gestellt.

## SMS Renown
Am 24. März 1870 wurde das veraltete Schiff vom Norddeutschen Bund (d. h. de facto von der Preußischen Marine) gekauft und zum Artillerieschulschiff umfunktioniert. Die Renown war somit das einzige hölzerne Linienschiff, das die Marine des Norddeutschen Bundes und die Kaiserliche Marine jemals besaßen. Erster Kommandant war der spätere Admiral Alexander von Monts. Die Bewaffnung bestand nunmehr aus einer Kanone Kaliber 24 cm, einer Kanone Kaliber 21 cm und 16 Kanonen Kaliber 15 cm. Später wurde dies geändert: 1880 standen auf der Backbordseite insgesamt sechs gezogene Geschütze aus Gussstahl: zwei 15-cm, zwei 17-cm, ein 21-cm- und ein 24-cm-Geschütz. An Steuerbord standen ebenfalls sechs Kanonen, die zwar noch zur allgemeinen Artillerieausbildung, aber nicht mehr zum Schießen benutzt wurden; bei diesen handelte es sich zumeist um alte Vorderlader mit primitiven Rücklaufbremsen. Das Schiff hatte nur noch eine kleine Stammbesatzung, und musste, da es keine eigene Maschine mehr hatte, von einem Schlepper oder seinem Tender in Position geschleppt werden.
Nachdem das 1879 vom Stapel gelaufene und 1881 fertiggestellte Artillerieschulschiff Mars zur Flotte gekommen war, wurde die Renown am 31. März 1881 außer Dienst gestellt, am 30. September 1881 aus der Liste der Kriegsschiffe gestrichen und 1892 in Hamburg abgewrackt.

## Sonstiges
Im Museum für Meereskunde (Berlin) existierte unter der Signatur MfM R II B58 ein Vollmodell des Schiffes, versehen mit der Flagge der kaiserlichen Marine. Der Verbleib des Modells ist unbekannt.